# Louis Gabriel Suchet
Louis Gabriel Suchet (Lió, 2 de març del 1770 - Marsella, 3 de gener del 1826) fou mariscal de l'Imperi Francès i primer Duc d'Albufera. És considerat un dels generals més brillants de Napoleó.
L'any 1791 ingressà a la Guàrdia Nacional i l'any següent ho feu a l'exèrcit, primer com a capità de voluntaris a Ardèche. Amb el grau de comandant prengué part en el Setge de Toló (1793), on feu presoner el general anglès O'Hara. Destinat a Itàlia, participà en diferents combats. Fou ferit als combats d'Urca i Neumark. L'any 1799 ascendí a general de divisió lluitant a les batalles de Novi i de Marengo (en aquesta última ajudà decisivament el general André Masséna, del qual era el segon en comandament). En les campanyes de 1805 i 1806 la seva reputació augmentà notablement, distingint-se en les batalles d'Austerlitz, Saalfeld, Jena, Pultusk i Ostrolenka.
L'any 1808 fou nomenat comte i traslladat a Espanya al front del Cinquè cos d'exèrcit, amb el qual intervingué en el setge de Saragossa. Fou nomenat general en cap de l'Exèrcit d'Aragó. Després es dirigí a Barcelona, on derrotà els generals Blake i O'Donnell, conquerí Lleida, Tortosa i Tarragona. Com a premi rebé, el 8 de juliol de 1811, la dignitat de Mariscal de França. El 25 de juliol del 1811 va retre la muntanya de Montserrat, que hom havia fortificat i es permeté el pillatge del patrimoni i l'anorreament dels edificis del Monestir de Montserrat. L'any 1812, després de capturar Morvedre, entrà a València i rebé el títol de duc de l'Albufera.
Quan Josep I es retirà de Madrid, Suchet abandonà València i es desplaçà a Tarragona, on restà a l'espera d'esdeveniments. Finalment, Suchet es retirà cap al nord, unint-se a l'exèrcit de Soult, amb el que prengué part a la batalla de Tolosa.
Trobant-se als Pirineus, rebé la notícia de l'abdicació de l'emperador. Llavors, oferí els seus serveis a Lluís XVIII, que el recompensà nomenant-lo par de França. Tanmateix, quan Napoleó retornà durant els Cent Dies, es posà novament a les seves ordres, obtenint el comandament de l'Exèrcit de Savoia. Durant la Restauració fou destituït i no tornà a tenir cap comandament important. L'any 1823 va formar part dels Cent Mil Fills de Sant Lluís, expedició que tenia per objectiu restaurar Ferran VII com a rei absolut a Espanya. Morí al castell de Montredón, prop de Marsella, el 1826.
Una de les sales del Museu Romàntic Can Papiol duu el seu nom, ja que la tradició diu que va dormir en aquella estança durant la Guerra del Francès.